# مدرسة برياروود هيوستن تكساس
مدرسة برياروود هي مدرسة خاصة تقع في مدينة هيوستن، تكساس، ضمن مجتمع بريار فوريست. تخدم برياروود الطلاب الذين تم تشخيصهم باضطرابات في التعلم، بما في ذلك عُسر القراءة (ديسلكسيا)، وعُسر الكتابة (ديسغرافيا)، وعُسر الحساب (ديسكالكيوليا)، واضطراب فرط الحركة وتشتت الانتباه (اضطراب نقص الانتباه مع فرط النشاط). تأسست المدرسة على يد إيفون توتل سترايت سنة 1967. كما أسست سترايت مجتمع بروكوود، وهو مجتمع سكني وعملي تابع للمسيحية مخصص للبالغين ذوي الإعاقات الذهنية والنمائية، ويقع في بروكشاير، تكساس.

## التاريخ
بدأت إيفون توتل سترايت مدرسة برياروود بدافع الحاجة إلى تعليم ابنتها، التي أصيبت بإعاقات ذهنية وتلف في الدماغ نتيجة مضاعفات ناجمة عن التهاب الدماغ والتهاب السحايا عندما كانت في الخامسة عشرة من عمرها. سافرت هي وزوجها عبر البلاد بحثًا عن أطباء وموارد. وفي النهاية، أسست سترايت وثلاث أمهات أخريات مدرسة برياروود في عام 1967، وكان مقرها الأصلي في كنيسة ميموريال درايف المعمدانية على طريق بايني بوينت (المقر الحالي لكنيسة إكليسيا)، بجوار مدرسة سانت فرانسيس الأسقفية. لاحقًا، تقاسمت المدرسة مساحة مع مركز حضانة في أواخر الستينيات. واعتبارًا من سنة 1969، انتقلت برياروود إلى كنيسة القديس فيليب المشيخية الواقعة في 4807 شارع سان فيليبي. وخلال العام الدراسي 1969–1970، بلغ عدد الطلاب المسجلين بدوام كامل 88 طالبًا، بإجمالي حوالي 130 طالبًا. تراوح القسط الدراسي الشهري بين 80 و110 دولارات أمريكية.
بحلول السبعينيات، أصبحت برياروود مشهورة على المستوى الوطني، وانتقلت إلى مبناها الحالي في شارع ويتينغتون في نيسان 1973، رغم أن الجناح الشرقي كان لا يزال قيد الإنشاء حتى عام 1978. وكان هذا التوسّع يهدف إلى استضافة البرامج التقنية للمدرسة، بما في ذلك بيت زجاجي للزراعة، ضمن مشروع توسعة حرم جامعي قُدرت تكلفته بـ1.85 مليون دولار. وبحلول عام 1978، اكتمل توسع مبنى الحرم المدرسي، وساعد طاقم المدرسة في تنفيذ مناهج تعليمية مبتكرة مماثلة لمناهج برياروود في دول مثل ألمانيا الغربية، والمكسيك، وإنجلترا. وتزامن ذلك مع أول حفل تخرج لطلاب الصف الثاني عشر، والذي أُقيم في أيار من نفس العام. بلغ عدد الطلاب المسجلين خلال عام 1977–1978 أكثر من 300 طالب. ويضم الجناح الشرقي المؤلف من طابقين حاليًا المرحلة المتوسطة والثانوية، أي الصفوف من السادس حتى الثاني عشر.
في سنة 1996، تبنى طلاب برياروود الحصان "فلاش"، وهو من سلالة الحصان الأمريكي الباشكير المجعد. وكان فلاش قد أتى من شيبوغن، ميشيغان، ووصل إلى تكساس في آذار من ذلك العام، وأصبح التميمة الحيّة للمدرسة. أصبح فلاش محورًا لمجلة أدبية تضم رواية قصيرة (انظر الروابط الخارجية). وتم إدراج فلاش وموضوع الخيول ضمن خطط دروس بعض المواد الأكاديمية مثل علم الأحياء، واللغة الإسبانية، والفنون. كما أدى وصول فلاش إلى إطلاق برنامج تعليمي تجريبي يدعى "استكشاف" يهدف إلى تعزيز المسؤولية، والتعاون بين الصفوف المختلفة، والثقة بالنفس، والمجازفة الإيجابية. وقد تم إنشاء "صندوق فلاش" أيضًا لتوفير منح دراسية للرسوم الدراسية.
احتفلت برياروود بالذكرى الخمسين لتأسيسها خلال العام الدراسي 2016–2017، وقد حظي هذا الحدث بتغطية من وسائل الإعلام في هيوستن. وألقت الصحفية البارزة ليندا إليربي كلمة في فعالية استضافتها برياروود في رابطة السيدات بمدينة هيوستن في 15 تشرين الثاني 2016. وخلال استراحة الشوط في مباراة كرة السلة السنوية بين الخريجين في 6 كانون الثاني 2017، قرأ المذيع الإذاعي السابق في محطة KKBQ (93Q) وأحد خريجي سنة 2005، آل فارب، إعلانًا من عمدة هيوستن سيلفستر تيرنر يعلن فيه يوم 6 كانون الثاني يومًا لمدرسة برياروود.

## الحرم المدرسي
تقع برياروود في شارع ويتينغتون غرب هيوستن، تكساس، بجوار مدرسة آشفورد الابتدائية. مبنى الحرم المدرسي، الذي بُني سنة 1973، يتكون من طابقين ويضم صالتين رياضيتين، وثلاث قاعات طعام، وثلاثة أجنحة أكاديمية. ويُستخدم الملعب الرياضي في كرة القدم الأمريكية (بلا احتكاك)، وكرة القدم، وحصص التربية البدنية. ويقع مجمع صغير لكرة المضرب/كرة المضرب المصغرة ملاصقًا للملعب.

## الثقافة المدرسية

### المسرح
تضم مدرسة برياروود برنامجًا كاملًا للفنون والمسرح، يتضمن عرضًا مسرحيًا واحدًا من إخراج احترافي كل فصل دراسي. ومن العروض السابقة: "مرحبًا بكم في فور واي: المدينة التي نسيها الزمن"، وعروضًا أصلية مثل "برودواي يأتي إلى برياروود"، والذي أُقيم في تشرين الثاني 2014.
وقدمت برياروود مادة اختيارية لمدة فصل دراسي واحدة حول وليم شكسبير، بدأها الأستاذ بوب آيفز في عام 1993. كانت المادة مزيجًا من التعليم الأكاديمي التقليدي والإنتاج المسرحي، مما دفع آيفز إلى فتح المادة لجميع الطلاب وليس فقط أولئك ذوي المهارات اللغوية المتقدمة. استقطب آيفز عددًا من زملائه السابقين من جامعة رايس، ومسرح آلي، وكلية مجتمع هيوستن، للتطوع والمساعدة في إنتاج أول عمل مسرحي لشكسبير في عام 1995. وقد واجه عرض "حلم ليلة منتصف الصيف" تحديات عديدة. شمل أسلوب التدريس الذي اتبعه آيفز "مقاربة متعددة الحواس" تأخذ في الاعتبار أنماط التعلم المختلفة لدى الطلاب ذوي صعوبات التعلم، بما في ذلك استخدام البطاقات المرئية ومقاطع الفيديو للمتعلمين البصريين، والتدريب المتكرر للمشاهد للمتعلمين الحركيين. شارك الطلاب في جميع مراحل الإنتاج، بما في ذلك تصميم الأزياء والديكور، وصنع وبيع التذاكر، وطهي الطعام كجزء من عرض مسرحي عشاءي. وقد حسنت إحدى الطالبات مهاراتها في القراءة بمقدار أربع درجات تعليمية نتيجة لهذه المادة. يُذكر أن بوب آيفز يعمل حاليًا أستاذًا مشاركًا في التربية الخاصة في جامعة نيفادا بمدينة رينو، وذلك اعتبارًا من سنة 2025.

### مباراة كرة السلة للخريجين
تتميز برياروود باستضافتها السنوية لمباراة كرة السلة الشهيرة للخريجين في شهر كانون الثاني من كل عام. وتُقام المباراة بين فريقي الصفوف الثانوية الصغرى والكبرى (JV والـ Varsity) وفريق مرتجل من الخريجين. ويُعد هذا الحدث من أكثر الفعاليات ترقبًا ويتميز بروح الألفة بين الطلاب والخريجين على حد سواء.

### سفراء الطلاب
تختار برياروود طلابًا لزيارة جامعات وكليات في منطقة هيوستن، مثل جامعة القديس توما وجامعة هيوستن المسيحية، لمشاركة وجهات نظرهم حول عسر القراءة واضطرابات التعلم المحددة الأخرى. كما استضافت المدرسة ندوات خاصة بعسر القراءة، شملت خريجين وموظفين سابقين. وفي كانون الثاني 2017، تحدث طلاب مختارون في قمة عسر القراءة، وهو حدث نظمه قسم التعليم في مقاطعة هاريس. وقدم كل من وفدي 2015 و2017 من سفراء الطلاب والإداريين الفيلم الوثائقي "إعادة التفكير في عسر القراءة: الصورة الكبرى"، والذي يسلط الضوء على طالب يعاني من عسر القراءة ويسعى للالتحاق بكلية مارْيِتا.

### الفعالية السنوية
تقيم برياروود حفلاً سنويًا لجمع التبرعات خلال فصل الربيع يُعرف باسم "الفعالية السنوية". ويشمل الحفل عادة عشاءً رسميًا، ومتحدثين، وفقرات موسيقية، ومزادين صامت وعلني. ومنذ أواخر السبعينيات وحتى أوائل الألفية، كانت الفعالية تُقام عادةً في مسارح كبيرة بمدينة هيوستن مثل قاعة جونز ومركز وورثام للفنون، ويحييها فنانون ومشاهير. ومن بين من أحيوا هذه الفعاليات: هنري مانشيني (1979)، جون دنفر (1987)، غلاديس نايت (1992)، وفرقة بوينتر سيسترز (1999). كما تمت دعوة مشتري تذاكر الدعم الخاصة لحضور حفل بعدي في بعض المناسبات، مثل فعالية سنة 1988 مع جوني ماثيس، والتي حضرتها نينفا لورينزو. وغالبًا ما تجمع الفعالية السنوية تبرعات بمبالغ مكونة من ست خانات؛ فعلى سبيل المثال، جمعت فعالية سنة 2001 التي أحياها لو رولس مبلغ 600,000 دولار.

## ألعاب القوى
تقدم برياروود مجموعة شاملة من الرياضات للمدارس المتوسطة والثانوية. يرتبط فريق موستانج برابطة تكساس المسيحية لكرة القدم، ويتنافس كعضو في الفئة 2A، إلى جانب دوري تكساس المسيحي لكرة القدم. فازت كرة القدم ببطولتين متتاليتين على مستوى الولاية في عامي 2023 و2024. كان تنس البنين قوةً ضاربةً في المدارس الصغيرة في التسعينيات، حيث فاز بخمس بطولات ولاية متتالية بين عامي 1991 و1995.
| الفصل الدراسي الأول            | الفصل الدراسي الثاني       | رياضات الشتاء     |
| ------------------------------ | -------------------------- | ----------------- |
| كرة السلة                      | كرة السلة                  | كرة القدم الشتوية |
| العدو الريفي (الصفوف 9–12)     | العدو الريفي (الصفوف 9–12) |                   |
| كرة القدم الأمريكية بلا احتكاك | الغولف (الصفوف 9–12)       |                   |
| الغولف (الصفوف 9–12)           | السباحة                    |                   |
| السباحة                        | كرة المضرب                 |                   |
| كرة المضرب                     | ألعاب القوى                |                   |
| ألعاب القوى                    | الكرة الطائرة              |                   |

### البطولات الرياضية
| رياضة                | سنة                                                                            | مصادر)        |
| -------------------- | ------------------------------------------------------------------------------ | ------------- |
| سباق الضاحية للأولاد | 1991 (1أ)، 1992 (1أ)                                                           | [ 25 ]        |
| كرة القدم للأولاد    | 2023 (TCFL)، 2024 (TCFL)                                                       | [ 26 ]        |
| تنس الأولاد          | 1991 (1أ)، 1992 (1أ)، 1993 (1أ)، 1994 (1أ)، 1995 (1أ)، 2000 (1أ/2أ)، 2024 (1أ) | [ 27 ] [ 28 ] |
| ألعاب القوى للبنين   | 1989 (الفئة أ)، 1990 (الفئة أ)                                                 | [ 29 ] [ 30 ] |

## الطلاب السابقين
- وودي هارلسون [31]

## انظر ايضاً
1. عسر الكتابة
2. عسر القراءة
3. عسر الحساب
4. عجز التعلم
5. ارتجاع عصبي
6. باثولوجيا نفسية عند الطفل
7. تباطؤ سرعة النشاط الإدراكي
8. طب نفسي مقوم للجزيئات
9. وسائل مساعدة للكلام
10. اضطراب نقص الانتباه مع فرط النشاط لدى الكبار
11. إضطراب النفضة
12. اضطراب السلوك الممزق
13. اضطراب طيف فرط الحركة
14. علاجات بديلة للصعوبات التنموية والتعليمية
15. أبحاث متعلقة بعسر القراءة
16. وسائل مساعدة للكلام
17. عسر القراءة السطحي
18. عسر القراءة العميق
19. إعاقة اللغة والكلام
20. ضعف لغوي خاص
21. إعاقة غير مرئية
22. حبسة
23. كفاءة لغوية

## ملحوظات
1. ↑  While students with ADHD are served at Briarwood, a prospective student must also have a separate primary diagnosis of a specific learning disability as ADHD is not legally considered a learning disability under the قانون تعليم الأفراد ذوي الإعاقة (IDEA).

## قراءة إضافية
- بوي، كلاريتا فونفيل (٨ أكتوبر ١٩٧٢). " الباب المفتوح ". صحيفة هيوستن بوست. ص ٢٦٢.
- مينيكي، ساندرا (٢٧ نوفمبر ١٩٩٣). " برايروود تحتفل بالذكرى الخامسة والعشرين ". هيوستن كرونيكل. ص ١٩٩، ٢٠٣ - عبر بنك الأنساب.
- " ثلاثون عامًا من التألق: قيادة وعزيمة امرأة واحدة ". ٣٠ يناير ٢٠١٧. مجلة إنتاون.
- سترايت، إيفون ت.؛ مولينز، جانا (٢٠١٦). لكل شخص بذرة يزرعها: قصة بروكوود . دار برايت سكاي للنشر. رقم ISBN 9781939055781 .

## روابط خارجية
- الموقع الرسمي
- Briarwood School – Classmates.com (1978, 1979, 1981, 1982)
- Flash the Mustang (1997) Official Website
  - NINDS Dysgraphia Information Page
  - An Online Spelling Correction Resource Assisting Dysgraphia & Dyslexia
  - Dysgraphia
  - The National Center for Learning Disabilities
- Annual Benefit History